# Orthocladius albiclava
Orthocladius albiclava är en tvåvingeart som först beskrevs av Jean-Jacques Kieffer 1923.  Orthocladius albiclava ingår i släktet Orthocladius och familjen fjädermyggor. Inga underarter finns listade i Catalogue of Life.